# مشک‌موش پیرنه
مشک‌موش پیرنیه (نام علمی: Galemys pyrenaicus) نام یک گونه از تیره کورموش‌ها است.